# Brauhaus Im Roten Ochsen

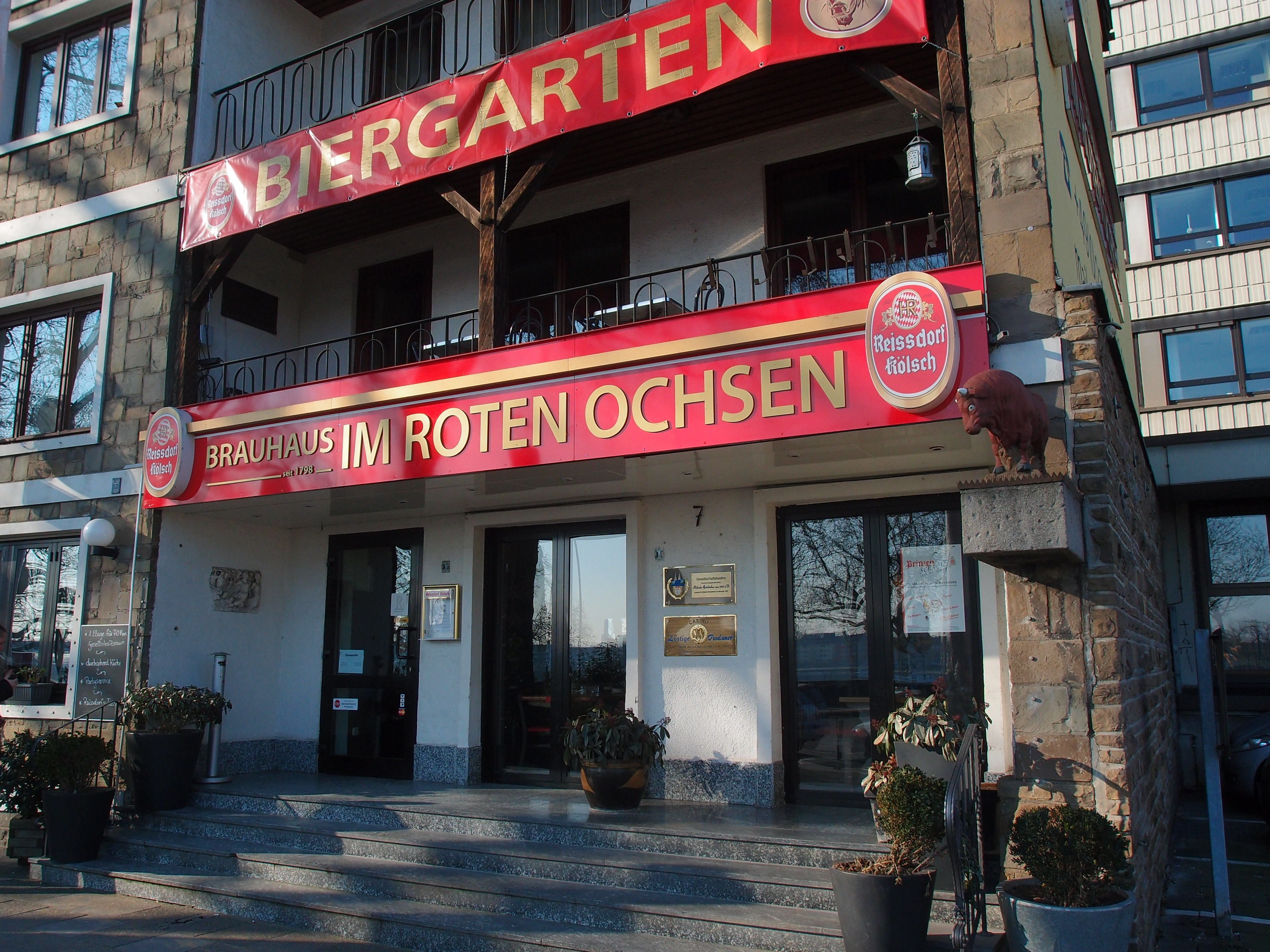
Brauhaus Im Roten Ochsen

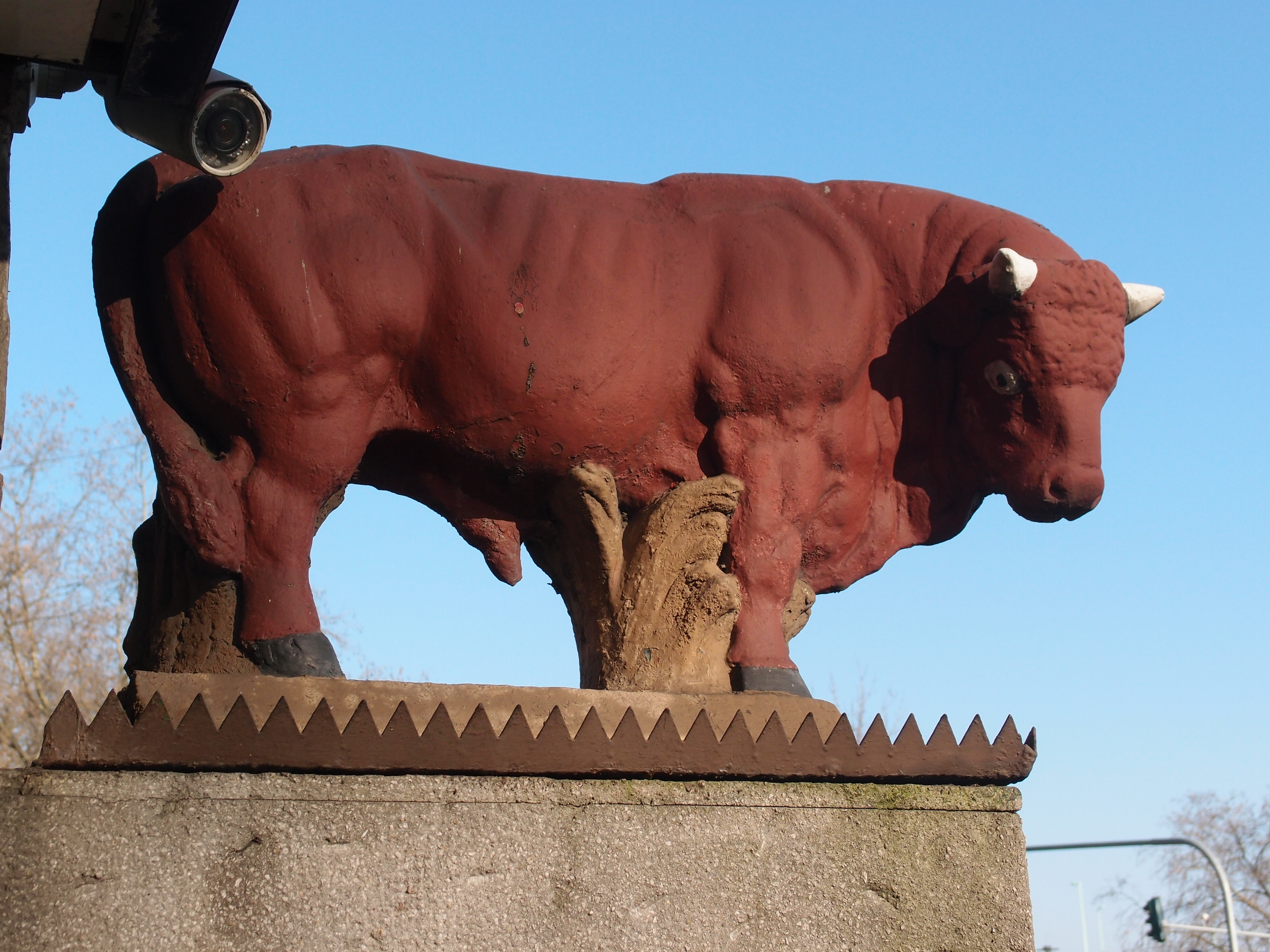
Der Namensspender

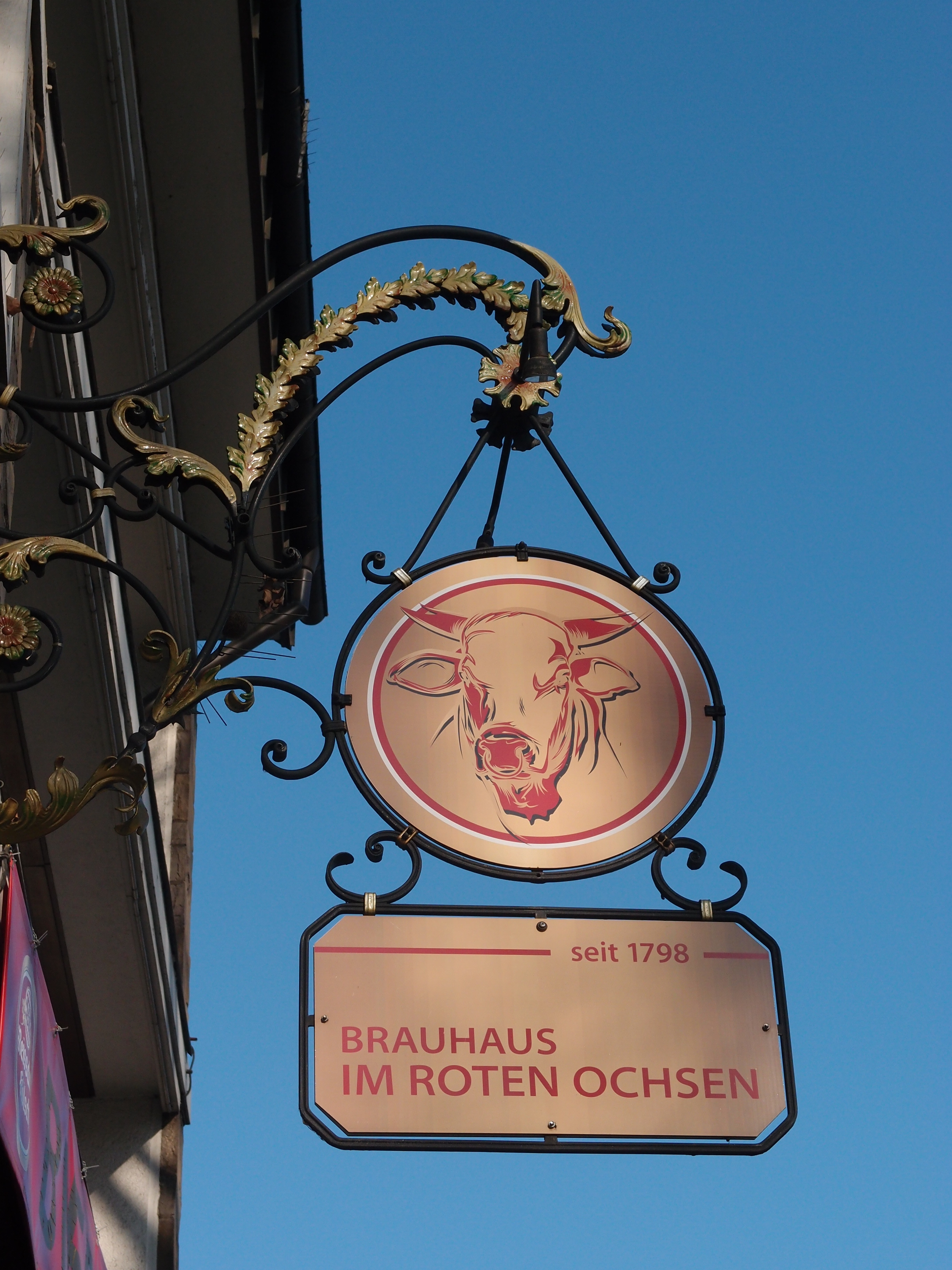
Brauhausschild

Das Brauhaus Im Roten Ochsen war eine im traditionellen Brauhausstil eingerichtete Gaststätte in der südlichen Kölner Altstadt, die an gleicher Stelle seit 1798 auf eine Brauerei- und Wirtshaustradition zurückblickte.

## Geschichte
Im Jahr 1798 wurde das Brauhaus Im Roten Ochsen – unter seinem letzten zünftigen Bierbrauer Johann Georg Vogel – in der Liste der Kölner Brauhäuser ausgewiesen; zu dieser Zeit führte Napoleon Bonaparte im Département de la Roer (zu dem auch Köln gehörte) die Gewerbefreiheit ein. Josef Much übernahm den Betrieb von 1838 bis zu seinem Tod im Jahr 1849; im Anschluss wurde seine Witwe Lucia Much bis 1852 Erbin und Leiterin des Hauses. Mit Franz Schnitzler (von 1863 bis 1867), Hubert Strauß, Balthasar Reinold (bis 1874) und dessen Witwe (bis 1875), folgten die nächsten Wechsel der Eigentumsverhältnisse. Hiernach führten Peter Wilhelm Basten (bis 1880) und anschließend sein Sohn Peter Michael (bis 1883) den Braubetrieb fort. Mathias Baum und sein Sohn Peter besaßen die Brauerei – die sie nun nach Kölner Mundart „Em ruhde Ooß“ („Im roten Ochsen“) nannten – bis 1913; danach ging das Brauhaus an den Brauer Wilhelm Creischer über. 1916 wurde der hauseigene Braubetrieb eingestellt und das Traditionshaus wurde von dieser Zeit an als Gaststätte weiterbetrieben.
Nach der Zerstörung des Gebäudes im Zweiten Weltkrieg wurde die Gaststätte in den 1960er Jahren wieder aufgebaut und als „Brauhaus Im Roten Ochsen“ fortgeführt; sie gehörte zu den alten Brauhäusern Kölns.
Um das Jahr 2022 war das Brauhaus dauerhaft geschlossen.